# Mulgi (Gemeinde)
Die Gemeinde Mulgi (estnisch Mulgi vald) ist eine Landgemeinde in Südestland. Sie wurde 2017 aus den Gemeinden Mõisaküla, Karksi, Abja und Halliste gebildet und ist heute mit 7372 Einwohnern die bevölkerungsmäßig kleinste von vier Gemeinden im Kreis Viljandi. Mulgi liegt direkt an der lettischen Grenze und ist nach der historischen Region Mulgimaa benannt, die es allerdings nur zum Teil umfasst und nach der auch dem südestnischen Diaklekt Mulgi seinen Namen gibt.

## Geografie
Mulgi ist die südliche von drei Landgemeinden im Kreis Viljandi (Viljandimaa). Im Süden grenzt es direkt und als einzige Gemeinde Viljandimaas an Lettland, genauer an den Bezirk Valmiera. Im Osten grenzt es an die im Nachbarkreis Valga gelegene Gemeinde Tõrva, nördlich an die Nachbargemeinden Viljandi und Pöhja-Sakala und im Westen an die Gemeinde Saarde im Kreis Pärnu.

## Gliederung
Mulgi besteht aus insgesamt 63 Siedlungen. Sitz der Gemeindeverwaltung ist Abja-Paluoja, Hauptort der Vorgängergemeinde Abja. Neben Abja-Paluoja haben auch Karksi-Nuia (Hauptort der Vorgängergemeinde Karksi) und Mõisaküla (vormals eigenständig) den Status einer (gemeindeangehörigen) Stadt (estnisch: linna). Die beiden Orte Halliste und Õisu haben den Status einer alevikud, also eines kleineren Ortsbezirks. 
58 weitere Weiler und Siedlungen sind als küla (Dörfer) Mitglied der Gemeinde:
Abja-Vanamõisa, Abjaku, Ainja, Allaste, Äriküla, Atika, Ereste, Hirmuküla, Hõbemäe, Kaarli, Kalvre, Kamara, Karksi, Kõvaküla, Kulla, Laatre, Lasari, Leeli, Lilli, Mäeküla, Maru, Metsaküla, Mõõnaste, Morna, Mulgi, Muri, Naistevalla, Niguli, Oti, Päidre, Päigiste, Pärsi, Penuja, Põlde, Polli, Pöögle, Pornuse, Räägu, Raamatu, Raja, Rimmu, Saate, Saksaküla, Sammaste, Sarja, Sudiste, Suuga, Tilla, Toosi, Tuhalaane, Ülemõisa, Umbsoo, Univere, Uue-Kariste, Vabamatsi, Vana-Kariste, Veelikse und Veskimäe.

## Geschichte
Die Gemeinde Mulgi wurde am 24. Oktober 2017 im Rahmen der Estnischen Gemeindereform aus den Vorgängergemeinden Mõisaküla, Karks, Abja, und Halliste gegründet, wobei Abja-Paluoja zum neuen Verwaltungssitz wurde.
Kontroverse entstand seinerzeit um den Namen ‚Mulgi‘ für die neue Gemeinde. Er leitet sich nicht nur vom kleinen gleichnamigen Dorf, sondern auch vom historischen Mulgimaa ab, dass jedoch eine weitaus größere Aumaße hatte.